# Cheremjovo
Cheremjovo (del ruso: Черемхово) es una ciudad del óblast de Irkutsk, centro administrativo del raión de Cheremjovo. Está situada a 120 km al noroeste de Irkutsk. Su población se elevaba a 53.892 habitantes en 2009.

## Historia

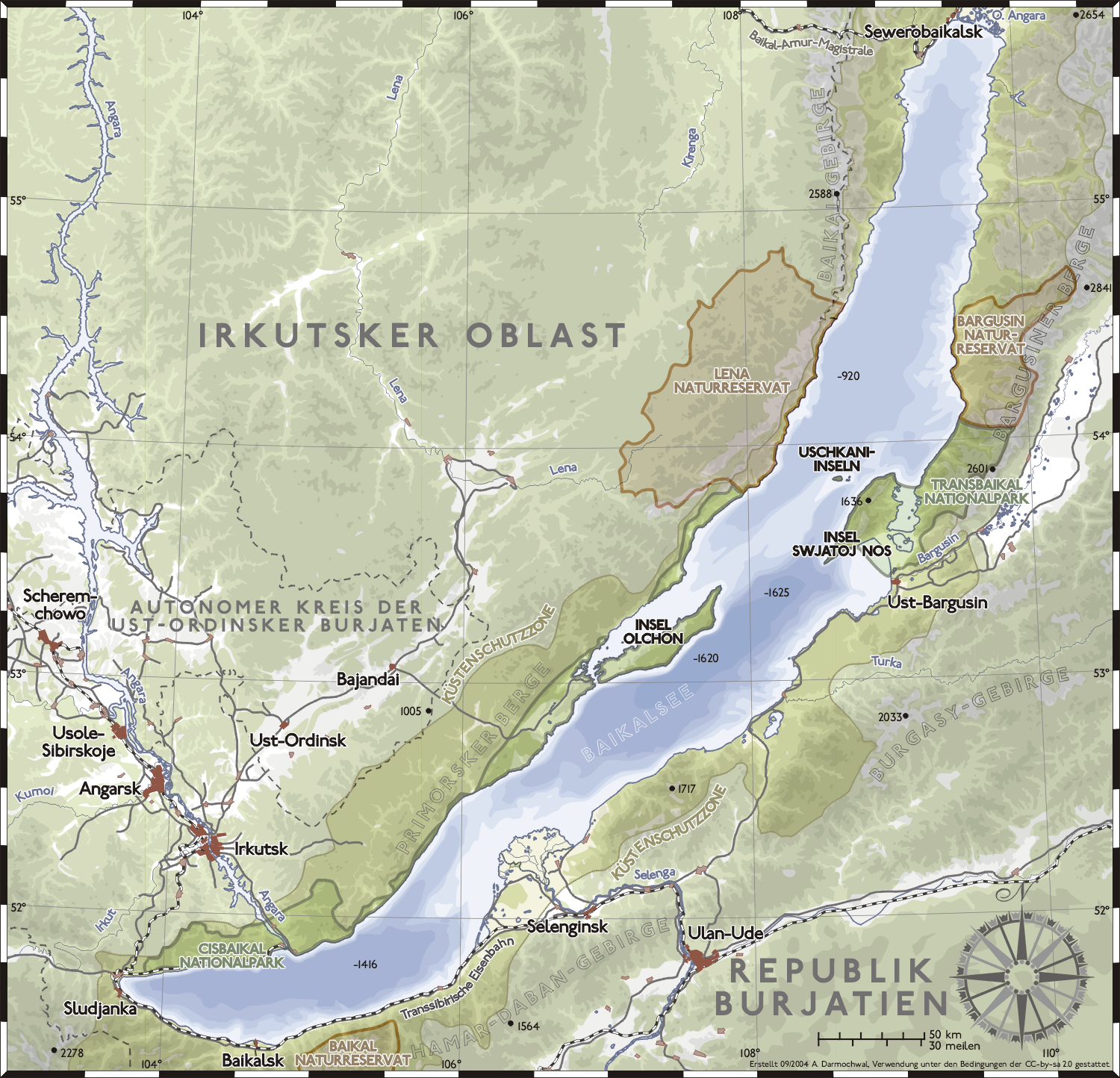
Cheremjovo (Scheremchowo) en un mapa del lago Baikal

Fundada en 1772, como pueblo y estación postal en el camino de Moscú. El nombre deriva del torrente Cheremjovka o Cheremshana que discurre por aquí, que a su vez deriva del ruso Черёмуха (Cheriomuja), cerezo. A finales del siglo XIX llegó a la localidad el ferrocarril Transiberiano. En ese momento comenzó así mismo la explotación de las minas de carbón descubiertas. En 1896 se abría el primer pozo, para 1906 había en los alrededores 89. En 1917 Cheremjovo recibió el estatus de ciudad.

## Demografía
| 1897  | 1926   | 1939   | 1959    | 1970   | 1989   | 2002   | 2008   |
| ----- | ------ | ------ | ------- | ------ | ------ | ------ | ------ |
| 2 000 | 14 000 | 55 600 | 121 700 | 98 700 | 73 600 | 60 107 | 54 263 |

## Economía y transporte
Cheremjovo es una ciudad minera e industrial en la cuanca hullera de Irkutsk. Las actividades industriales comprenden la construcción mecánica, la fabricación de equipos de radio, de muebles, de materiales de construcción, y el sector agroalimentario (carnes, bebidas gaseosas).
Cheremjovo se encuentra en el ferrocarril Transiberiano, en el kilómetro 5.055 desde Moscú. Un poco más adelante de la estación surge el ramal que conduce a Svirsk. La carretera M53 Novosibirsk-Krasnoyarsk por Irkutsk pasa a 10 km al sudeste de la ciudad.

## Personalidades
- Aleksander Poleshchuk (*1953-), cosmonauta.